# Kaphengst (Adelsgeschlecht)

Wappen derer von Kaphengst

Kaphengst ist der Name eines mittelmärkischen Uradelsgeschlechts.

## Geschichte
Das Geschlecht erscheint erstmals urkundlich 1321 mit den duobus Capehingesten. Gericke Cappehengest tritt am 6. Juni 1356 mit der Belehnung von Cumlosen in der Prignitz auf und war auch auf Bresch ansässig. Die sichere Stammreihe beginnt mit Gerecke Caphengst, urkundlich 1486–1511 auf Bresch.
Von da an war die Familie bis zum 19. Jahrhundert überwiegend in der Westprignitz grundgesessen, wobei die Güter Bresch, Reetz und Gülitz jahrhundertelang zu ihren Stammsitzen gehörten: Bresch seit dem 15. Jahrhundert, Reetz seit dem 16. und Gülitz seit dem 17. Jahrhundert.
Mit Kohlow und Kohlow-Vorwerk konnten in der Neumark Güter bis weit in das 20. Jahrhundert gehalten werden.
Vertreter der Familie waren vormals in der Deutschen Adelsgenossenschaft organisiert und über viele Generationen Mitglieder der Kongregation des Johanniterordens.

## Wappen
In Silber ein springendes schwarzes Ross, rot-gezäumt und -gesattelt, mit goldenen Steigbügeln. Auf dem Helm mit rot-silbernen Decken das Ross wachsend.

## Bekannte Namensträger
- Christian Ludwig von Kaphengst (1740–1800), der Günstling[6] des Prinzen Heinrich von Preußen
- Wilhelm Gottfried Christian von Kaphengst (1751–1818), preußischer Oberstleutnant, Ritter des Ordens Pour le Mérite
- Ferdinand von Kaphengst (1795–1854), preußischer Generalmajor
- Karl von Kaphengst (1806–1880), preußischer Generalleutnant
- Alfred von Kaphengst (1828–1887), preußischer Generalmajor
- Axel von Kaphengst (1870–1913), preußischer Rittergutsbesitzer, Mitglied des Deutschen Reichstages
- Christian von Kaphengst (* 1966), deutscher Produzent, Komponist, Arrangeur, und E- und Kontrabassist